# Astragalus polaris
Astragalus polaris là một loài thực vật có hoa trong họ Đậu. Loài này được (Seem.) Hook. miêu tả khoa học đầu tiên.